# Fatuma binti Yusuf al-Alawi
Fatuma binti Yusuf al-Alawi, född 1650, död 1715, var regerande sultaninna av Unguja (Zanzibar) från före 1696 till 1715.
Hon var dotter till kung Yusuf, som delade sitt kungarike mellan henne och hennes bror. Hon gifte sig med sin kusin kung Abdullah av Utondwe. Hon var muslim av jemenitiskt ursprung. 
Hon stödde portugiserna i deras krig mot Oman på Zanzibar och sände proviant till portugiserna under belägringen av Fort Jesus 1696–98. Oman erövrade Zanzibar från portugiserna och förde Fatuma som krigsfånge till Oman. Hon tilläts återvända och återta sin tron 1709, och regerade sedan som lydmonark under Oman. 